# Andy van der Meyde
Andy van der Meyde (Arnhem, 1979. szeptember 30.) holland válogatott labdarúgó, aki a középpálya jobb szélén szerepelt.
Az AFC Ajaxban nevelkedett és itt lett profi labdarúgó. Megfordult az olasz Internazionale és az angol Everton csapatánál is, az utóbbi csapatban változatos szezonokat töltött el. Pályafutását az amatőr WKE-ben fejezte be 2012-ben.
2000-ben mutatkozott be a holland válogatottban és rész vett a 2004-es labdarúgó-Európa-bajnokságon.

## Pályafutása

### Ajax
1997. november 12-én debütált az AFC Ajax színeiben, mindössze 18 évesen a FC Twente elleni 1-0-ra végződő győztes bajnokin. 1999-ben több játék lehetőség miatt kölcsönadták a szintén holland Twentének egy szezonra. A Twente egyik legjobbja lett és alapemberré vált, a bajnokságban a 6. helyen végeztek.
A 2001-02-es szezonban Ronald Koeman lett az AFC Ajax edzője, aki újjáépítette a csapatott, amibe Andy-t is beletette. A szezon végén nagyon sikeres évet tudhattak maguk mögött. 30 bajnoki mérkőzésen 5 gólt és 9 gólpasszt jegyzett.
A 2002-03-as szezonban, olyan fiatalokkal szerepelt együtt, mint Mido, Zlatan Ibrahimovic, Rafael van der Vaart, Wesley Sneijder, Steven Pienaar és Cristian Chivu. Pályafutása legsikeresebb szezonja volt. 11 gólt szerzett és 13 gólpasszt jegyzett. Az UEFA-bajnokok ligája negyeddöntőjébe vezette csapatát.

### Internazionale
2003-ban szezonban az Internazionale csapatába igazolt £4 millió-ért, mindössze 24 évesen. A szezonban mindössze 14 bajnokin szerepelt és 1 gólt szerzett a Reggina Calcio ellen. 2003. szeptember 17-én egy látványos gólt  szerzett az Arsenal a Bajnokok Ligája csoportmérkőzésén a 3-0-ra megnyert mérkőzésen a Highbury-ben.

### Everton
Miután elhagyta az Intert, több klub is érdeklődőt iránt, a francia AS Monaco FC, az angol Tottenham Hotspur és a nevelő egyesülete az AFC Ajax. 2005. augusztus 31-én megállapodott a Premier League-ben szereplő Everton csapatával, £ 2 millió euró-ért. 2006. március 25-én piros lapot kapott a Liverpool ellen a Mersey-parti rangadón, Xabi Alonso ellen szabálytalankodót, a mérkőzést 1-3-ra elvesztették.
A Birmingham és a Middlesbrough elleni győzelmek során remek játékkal jelezte, hogy lehet vele számolni.
Andy nyilatkozata a Middlesbrough mérkőzés után:

| „                    | Mindig tudtam, hogy nagyszerű lesz Angliában játszani. Az eddigi teljesítményem megfelelő, de tudok jobb is lenni és leszek is. A csapat felfogása támadóbb lett, ami nekem kedvez. | ” |
| – Andy van der Meyde | |   |

2007. augusztus 7-én kórháza került légzési problémákkal. Később kiderült egy liverpooli bárban mérgezett italt fogyasztott. Az Athletic Club elleni barátságos mérkőzés ideje alatt betörtek hozzá. A Ferrariját, a Mini Cooperjét  és a kutyáját lopták el. A kutyát később megtalálták a Ferrari szélvédője pedig betörve volt. 2009 júniusában lejárt a szerződése, amit nem hosszabbítottak meg.

### Visszatérés Hollandiába
2010 márciusában egy rövid időre a PSV Eindhoven csapatába került. Április 23-án debütált a klubban egy barátságos mérkőzésen a VVV-Venlo elleni 3-0-ra megnyert találkozzon. Hivatalos mérkőzésen nem szerepelt.
2011 februárjában visszavonult a profi labdarúgástól, 31 évesen. Azonban, 2011 decemberében az amatőr WKE csapatába került.

## Válogatott
2002. május 19-én debütált a Dick Advocaat által irányított Holland válogatottban az USA elleni idegenben megnyert mérkőzésen, ahol Andy gólt szerzett.
2004. nyarán, Van der Meyde segítette a válogatottat a 2004-es labdarúgó-Európa-bajnokság elődöntőjébe jutni. 4 mérkőzésen szerepelt, ezeken mindig kezdő volt. A Német válogatott ellen gólpasszt adott Ruud van Nistelrooy-nak a csoportkörben, a mérkőzés 1-1-es döntetlennel végződőt. Marco van Basten kinevezése után már nem volt többé tagja a válogatottnak mert a feltörekvő fiatalokat hívta meg az új szövetségi kapitány. Olyan fiatal játékosokat mint, Arjen Robben, Robin van Persie és Rafael van der Vaart.

### Válogatott góljai
| #  | Időpont         | Helyszín   | Ellenfél         | Gól | Eredmény | Kiírás              |
| -- | --------------- | ---------- | ---------------- | --- | -------- | ------------------- |
| 1. | 2002. május 19. | CMGI Field | Egyesült Államok | 1–0 | 2–0      | Barátságos mérkőzés |

## Statisztika
| Klub             | Szezon           | Bajnokság | Bajnokság | Kupa    | Kupa  | Ligakupa | Ligakupa | Nemzetközi | Nemzetközi | Összesen | Összesen |
| Klub             | Szezon           | Meccsek   | Gólok     | Meccsek | Gólok | Meccsek  | Gólok    | Meccsek    | Gólok      | Meccsek  | Gólok    |
| ---------------- | ---------------- | --------- | --------- | ------- | ----- | -------- | -------- | ---------- | ---------- | -------- | -------- |
| Ajax             | 1997/98          | 4         | 0         |         |       |          |          |            |            |          |          |
| Ajax             | 1998/99          | 1         | 0         |         |       |          |          |            |            |          |          |
| Klub összesen    | Klub összesen    | 5         | 0         |         |       |          |          |            |            |          |          |
| Twente           | 1999/00          | 32        | 2         |         |       |          |          |            |            |          |          |
| Klub összesen    | Klub összesen    | 32        | 2         |         |       |          |          |            |            |          |          |
| Ajax             | 2000/01          | 27        | 2         |         |       |          |          |            |            |          |          |
| Ajax             | 2001/02          | 30        | 5         |         |       |          |          |            |            |          |          |
| Ajax             | 2002/03          | 28        | 11        |         |       |          |          |            |            |          |          |
| Klub összesen    | Klub összesen    | 5         | 0         |         |       |          |          |            |            |          |          |
| Inter            | 2003/04          | 14        | 1         |         |       |          |          |            |            |          |          |
| Inter            | 2004/05          | 18        | 0         |         |       |          |          |            |            |          |          |
| Klub összesen    | Klub összesen    | 32        | 1         |         |       |          |          |            |            |          |          |
| Everton          | 2005/06          | 10        | 0         |         |       |          |          |            |            |          |          |
| Everton          | 2006/07          | 8         | 0         |         |       |          |          |            |            |          |          |
| Everton          | 2007/08          | 0         | 0         |         |       |          |          |            |            |          |          |
| Everton          | 2008/09          | 2         | 0         |         |       |          |          |            |            |          |          |
| Klub összesen    | Klub összesen    | 20        | 0         |         |       |          |          |            |            |          |          |
| Karrier összesen | Karrier összesen | 174       | 21        |         |       |          |          |            |            |          |          |

## Sikerei, díjai
Ajax
- Eredivisie: 1997–98, 2001–02
- KNVB Cup: 1997–98, 1998–99, 2001–02
- Johan Cruijff Shield: 2002; döntős: 1998, 1999

Inter
- Coppa Italia: 2004–05
- Supercoppa Italiana: 2005

Everton
- Liverpool Senior Cup: 2005, 2007